# Concordia Antarova
Concordia Antarova (en ruso: Конкордия Евгеньевна Антарова), también conocida como Cora Antarova (Varsovia, 13 de abril de 1886-Moscú, 6 de febrero de 1959) fue una contralto rusa, que durante más de veinte años trabajó en el Teatro Bolshoi. Cuando terminó su carrera como cantante, escribió textos teosóficos. Fue reconocida como Artista de Honor de la República Socialista Federativa Soviética de Rusia (RSFSR) en 1933.

## Trayectoria
Concordia Evgenievna Antarova nació el 13 de abril de 1886 en Varsovia, Polonia rusa. Su padre era un empleado del Departamento de Educación Pública. Su madre, que daba clases de idiomas, era prima hermana de Arkady Vladimirovich Tyrkov y sobrina de Sofía Peróvskaya, dos de los miembros de Naródnaya Volia, organización que había intentado asesinar al zar Alejandro II de Rusia. Su padre murió cuando Antarova tenía once años y su madre cuando ella estaba en sexto grado y contaba catorce años. A pesar de quedar huérfana, completó sus estudios en el Gymnasium en 1901. Decidida a ingresar en un convento, Antarova cantó en el coro y comenzó a desarrollar un interés por la interpretación musical. John de Kronstadt le advirtió que su vocación era ser parte del mundo y no del convento.
Cuando los amigos de la escuela pudieron reunir fondos suficientes para que ella continuara estudiando, Antarova se mudó a San Petersburgo. En la temporada 1901-1902, interpretó a Solokha y a la posadera de la ópera Vakula the Smith de Piotr Ilich Chaikovski en el Salón del Pueblo de San Petersburgo. Se inscribió en los cursos de Bestuzhev y se graduó de la Facultad de Historia y Filología en 1904. Debido a que quería continuar sus estudios de música, tuvo que trabajar para poder pagar las lecciones con Ippolitus Petrovich Pryanishnikov, que era en aquel momento el era el jefe de la compañía de ópera en Rusia, en el Conservatorio de San Petersburgo. Aceptó un trabajo como maestra en la escuela de fundición Alexandrovsky del ferrocarril Moscú-San Petersburgo, viajando en tren una hora de ida y otra de vuelta para sus clases de canto. La falta de comida y la fatiga la llevaron a desarrollar un asma bronquial que padeció durante el resto de su vida. En 1907, se graduó en el Conservatorio y fue enviada al Teatro Mariinsky para una audición. De los 160 cantantes, ella fue la única contratada.
Antarova actuó como mezzosoprano solista durante un año en el Mariinsky, antes de ser contratada en el Teatro Bolshoi (Moscú) como sustituta de otra artista que tuvo que mudarse a San Petersburgo y pronto obtuvo papeles solistas en las más importantes producciones de ópera gracias a su tesitura de contralto. En 1908 debutó como Ratmir en la ópera Ruslan y Lyudmila de Mijaíl Glinka.
Estuvo actuando como solista del Bolshoi entre 1908 y 1930 y también de 1932 a 1936. Pero de diciembre de 1930 a julio de 1932, pidió ser liberada del teatro y trabajó desde noviembre de 1931 como bibliotecaria. Es posible que actuara brevemente en 1931 en el Teatro Académico Estatal de Ópera y Ballet o que se la recluyera en un campo tras el fusilamiento de su marido. Mientras actuaba, entre 1918 y 1922, recibió clases de interpretación de Konstantin Stanislavski en el Estudio de Ópera del Teatro Bolshoi. También actuó en conciertos, con solos en obras como Petite Messe Solennelle de Gioachino Rossini y Vier ernste Gesänge de Johannes Brahms. Algunos de sus papeles más destacados fueron el de Lel en La doncella de nieve, de Nikolái Rimski-Kórsakov, el de Vania en Una vida por el Zar de Glinka, el de Floshildy en El oro del Rin y El ocaso de los dioses de Richard Wagner y el de Condesa en La dama de picas, de Chaikovski, o Sadkó de Rimski-Kórsakov entre muchos otros. En 1933, fue reconocida como Artista del Pueblo de la Federación Rusa.
Poco después de la muerte de Sophia Parnok, Olga Tsuberbiller comenzó una relación con Antarova que duró hasta la muerte de la cantante. Tsuberbiller fue una destacada matemática que impartió clases en la Moscow State University of Fine Chemical Technologies. Tras dejar los escenario, Antarova comenzó a escribir y publicar libros. En 1939, escribió Беседы К. С. Станиславского (Conversaciones con KS Stanislavski en el Estudio del Teatro Bolshoi en 1918-1922. Grabado por el Artista de Honor de la RSFSR K.E. Antarova).  Durante la guerra vivió en Moscú, escribió una novela teosófica de tres volúmenes, titulada Dos vidas, que junto con otros dos volúmenes sobre Stanislavski permanecieron inéditos en vida. En 1946, organizó una división de la sociedad teatral rusa dedicada a Stanislavski y a la promoción de sus métodos teatrales.
Debido a que asistía a las reuniones de la Sociedad Teosófica y se mostraba abierta a sus exploraciones del misticismo y el ocultismo, estuvo constantemente vigilada, aunque se libró de ser arrestada porque Stalin admiraba su voz.

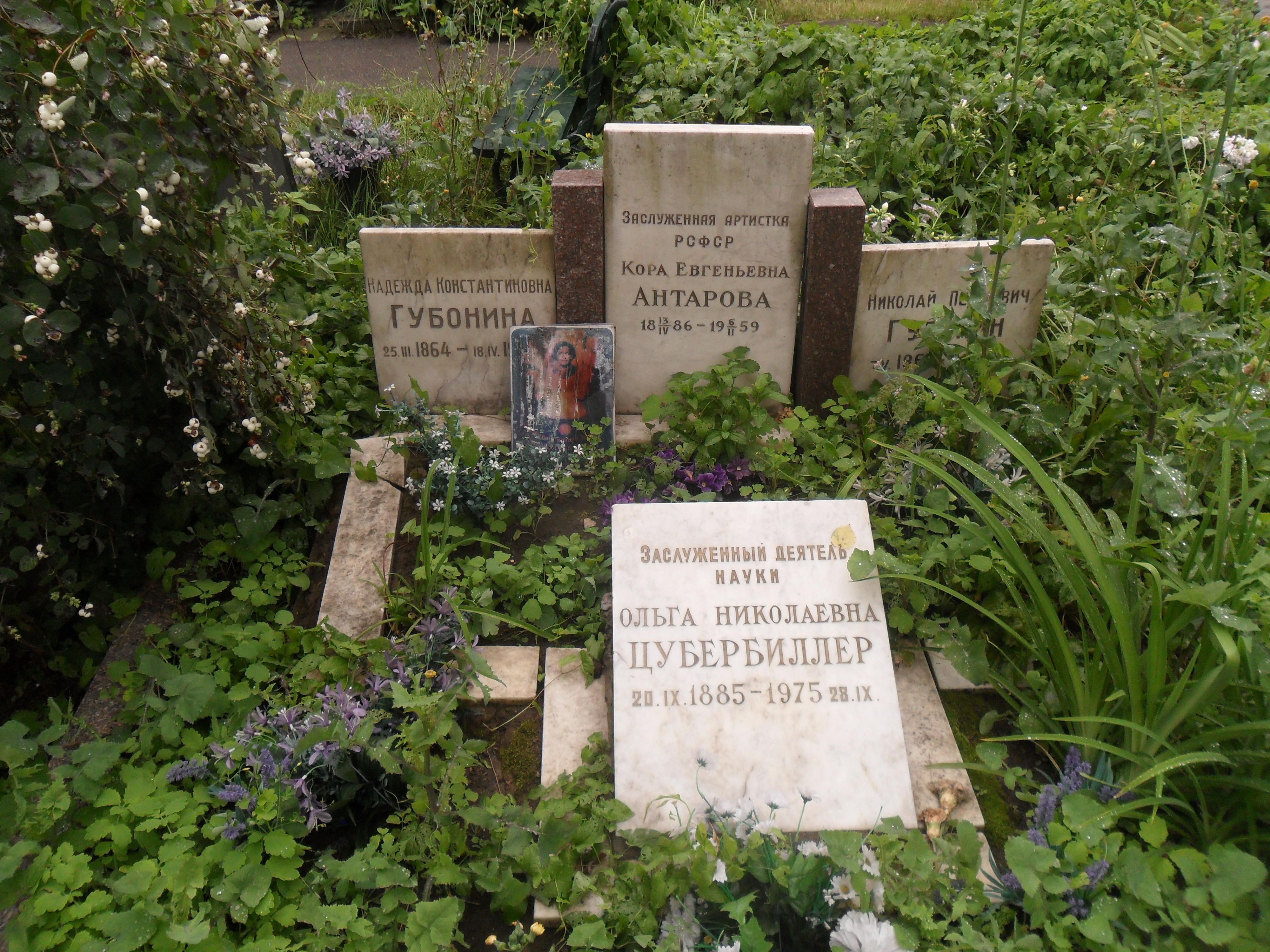
Antarova y Tsuberbiller, tumba

Aquejada de mala salud desde 1956, murió el 6 de febrero de 1959 tras una larga enfermedad en la que fue atendida por su compañera. Tsuberbiller nunca se recuperó por completo del dolor de la muerte de Antarova. Las dos mujeres fueron enterradas una al lado de la otra en el cementerio Novodevichy cuando Tsuberbiller murió en 1975. A título póstumo, su libro Two Lives fue publicado en 1993 gracias a los esfuerzos por publicarlo de Elena Feodorovna Ter-Arutyunova que había conservado el manuscrito. El libro sobre Stanislavski ha sido reeditado varias veces. siendo traducido a otros idiomas. No ha perdurado ningún registro de su voz.

## Obra
- 1939 - Conversaciones con KS Stanislavski (Беседы К. С. Станиславского).
- 1993 - Dos vidas (Two Lives) ISBN 978-5985050318.[11]